# Jimmy Durmaz
Jakup Jimmy Durmaz, fino al marzo 2009 noto come Jakup Jimmy Touma (Örebro, 22 marzo 1989), è un calciatore svedese di origini arameo-siriache, centrocampista dell'Etimesgut Belediyespor.
In carriera si è aggiudicato due campionati greci con la maglia dell'Olympiacos ed un titolo di Allsvenskan con la maglia del Malmö FF, mentre con la nazionale svedese ha partecipato ad Euro 2016 ed al Mondiale 2018.

## Biografia
È figlio di genitori di origini arameo-siriache aderenti alla chiesa ortodossa siriaca: il padre, Semum, è di nazionalità turca, mentre la madre è di nazionalità libanese. A testimonianza del forte legame con le sue origini, possiede numerosi tatuaggi dedicati, compresi alcuni versi biblici tatuati sulle braccia. Suo fratello minore Elias è anch'egli un calciatore professionista.
Nel 2009 ha cambiato legalmente il proprio cognome da Touma, cognome della madre, a Durmaz, cognome del padre.
Durante la militanza in Grecia, è stato vittima di insulti razzisti a seguito della visita ad un campo profughi.
Durante il Mondiale 2018, commette il fallo che porterà al successivo goal della Germania e che estrometterà la Svezia dalla competizione; a causa di questo è stato nuovamente oggetto di violenti insulti a carattere razzista, oltre ad aver ricevuto minacce riguardo alla propria incolumità e a quella della famiglia. Il fatto ha suscitato grande sdegno, soprattutto in patria, portando il ministro dello sport svedese Annika Strandhall a presenziare una riunione speciale del Parlamento vestendo la maglia numero 21 del giocatore.

## Caratteristiche tecniche
È un esterno offensivo mancino in grado di giocare indifferentemente su entrambe le fasce, pur prediligendo la fascia destra; in nazionale ha spesso ricoperto il ruolo di esterno sinistro di centrocampo.
In possesso di una buona velocità e di un'eccellente tecnica individuale, fa dei dribbling e della precisione dei cross le sue armi migliori; risulta invece carente dal punto di vista della finalizzazione e della visione di gioco.

## Carriera

### Club

#### Esordio e affermazione in patria
Esordisce da calciatore professionista nella squadra della sua città, il BK Forward, militante in Division 1, la terza serie del calcio svedese. Viene acquistato dal Malmö FF, la più blasonata squadra svedese, all'inizio della stagione 2007-2008; fa quindi il suo esordio in Allsvenskan il 21 luglio 2008, subentrando nella sconfitta col Kalmar FF. Segna il suo primo goal in campionato alla penultima giornata, ripetendosi anche all'ultima. Durante la sua prima annata totalizza 6 presenze in campionato, condite da due goal.
Si impone da titolare alla sua terza stagione col club, dove totalizza 2 goal e 6 assist in 26 presenze e che si conclude con la vittoria del titolo nazionale.
Lascia il Malmö FF al termine della stagione 2011-2012, dopo 14 goal e 9 assist in 104 partite complessive.

#### Gençlerbirliği
Nel giugno 2012, Durmaz ha firmato un contratto triennale con il club turco Gençlerbirliği; si impone da subito come perno della formazione di Ankara, realizzando complessivamente 11 goal e 6 assist in 65 presenze totali.

#### Olympiacos
A seguito delle ottime prestazioni nel campionato turco, l'Olympiacos ingaggia Durmaz nell'agosto 2014, col difficile compito di sostituire il partente Andreas Samaris, appena trasferitosi al Benfica per 10 milioni di euro. Nonostante una prima stagione difficile, caratterizzata anche da alcuni screzi con l'allenatore Michel, nella stagione 2015-2016 si esprime ad alti livelli (raggiungendo per la prima volta in carriera la doppia cifra di assist) risultando fondamentale nella conquista del titolo nazionale, bissando il successo dell'anno precedente. Lascia il club ellenico dopo due stagioni, condite da due titoli nazionali vinti e mettendo a referto 12 goal e 17 assist in 57 presenze complessive.

#### Tolosa
Nell'agosto 2016, Durmaz viene acquistato dal Tolosa per una cifra compresa tra i 2 e i 2,5 milioni di euro, firmando un contratto triennale. Disputa tre anni tra le file dei francesi, risultando fondamentale, assieme al capitano Martin Braithwaite, per le tre salvezze consecutive del club; complessivamente totalizza 11 goal e 5 assist in tre stagioni trascorse in Ligue 1.

#### Galatasaray
A causa di alcuni dissidi col presidente del club Olivier Sadran, rimane svincolato dal Tolosa; il 5 luglio 2019 viene quindi ufficializzato il suo trasferimento al Galatasaray, con cui firma un contratto triennale. Nonostante una rosa di alto livello (oltre a Durmaz, vi erano in squadra anche giocatori come Babel, Belhanda, Selcuk Inan, Seri, Lemina, Nzonzi, Emre Mor, Feghouli e Radamel Falcao) la stagione del club è molto deludente, con un sesto posto conquistato in campionato ed una prematura uscita dalle coppe europee; Durmaz non si ambienta e scende in campo sporadicamente, senza incidere. Totalizza a fine stagione 12 presenze, senza mettere a referto goal o assist.

#### Fatih Karagümrük
Per la stagione 2020-2021 si trasferisce in prestito al Fatih Karagümrük. Terminata la stagione in prestito, è stato ingaggiato a titolo definitivo dallo stesso Fatih Karagümrük con un accordo della durata di due anni. Pedina stabile del centrocampo titolare, ha disputato la sua ultima partita con il club nel novembre 2022, quando il campionato si è fermato per la pausa per i Mondiali 2022. Successivamente ha rescisso per tornare a giocare in Svezia.

#### AIK
Il 13 gennaio 2023 Durmaz viene presentato dall'AIK, club svedese che era in cerca di un sostituto esperto per il centrocampista ritirato Sebastian Larsson. Poche settimane prima, i nerogialli avevano ingaggiato anche suo fratello minore Elias Durmaz. La parentesi all'AIK di entrambi i fratelli, tuttavia, non dà gli esiti sperati. Se il fratello Elias gioca solo due partite prima di essere girato in prestito nella seconda serie nazionale, Jimmy rimane fino al termine della stagione ma trova poco spazio sia sotto la guida tecnica di Andreas Brännström che, a seguito dell'esonero di quest'ultimo, sotto quella del nuovo allenatore Henning Berg. Termina il campionato totalizzando 19 presenze, di cui solo 6 da titolare.

#### Ritorno al Gençlerbirliği
L'esperienza negativa all'AIK lo porta, nel gennaio 2024, a rescindere in anticipo il suo contratto che lo legava al club svedese e a tornare al tempo stesso a far parte del Gençlerbirliği, squadra in cui viene nuovamente raggiunto dal fratello Elias qualche giorno più tardi.

### Nazionale
Dopo aver esordito in nazionale nel 2011, Durmaz è stato convocato sia per gli Europei 2016, sia per i Mondiali 2018.

## Statistiche

### Cronologia presenze e reti in nazionale
| Cronologia completa delle presenze e delle reti in nazionale ― Svezia | Cronologia completa delle presenze e delle reti in nazionale ― Svezia | Cronologia completa delle presenze e delle reti in nazionale ― Svezia | Cronologia completa delle presenze e delle reti in nazionale ― Svezia | Cronologia completa delle presenze e delle reti in nazionale ― Svezia | Cronologia completa delle presenze e delle reti in nazionale ― Svezia | Cronologia completa delle presenze e delle reti in nazionale ― Svezia | Cronologia completa delle presenze e delle reti in nazionale ― Svezia |
| Data                                                                  | Città                                                                 | In casa                                                               | Risultato                                                             | Ospiti                                                                | Competizione                                                          | Reti                                                                  | Note                                                                  |
| --------------------------------------------------------------------- | --------------------------------------------------------------------- | --------------------------------------------------------------------- | --------------------------------------------------------------------- | --------------------------------------------------------------------- | --------------------------------------------------------------------- | --------------------------------------------------------------------- | --------------------------------------------------------------------- |
| 8-2-2011                                                              | Nicosia                                                               | Cipro                                                                 | 0 – 2                                                                 | Svezia                                                                | Amichevole                                                            | -                                                                     | 78’                                                                   |
| 18-1-2012                                                             | Doha                                                                  | Bahrein                                                               | 0 – 2                                                                 | Svezia                                                                | Amichevole                                                            | -                                                                     | 73’                                                                   |
| 23-1-2012                                                             | Doha                                                                  | Qatar                                                                 | 0 – 5                                                                 | Svezia                                                                | Amichevole                                                            | 1                                                                     | 74’                                                                   |
| 6-2-2013                                                              | Solna                                                                 | Svezia                                                                | 2 – 3                                                                 | Argentina                                                             | Amichevole                                                            | -                                                                     | 77’                                                                   |
| 22-3-2013                                                             | Solna                                                                 | Svezia                                                                | 0 – 0                                                                 | Irlanda                                                               | Qual. Mondiali 2014                                                   | -                                                                     | 87’                                                                   |
| 26-3-2013                                                             | Žilina                                                                | Slovacchia                                                            | 0 – 0                                                                 | Svezia                                                                | Amichevole                                                            | -                                                                     |                                                                       |
| 3-6-2013                                                              | Malmö                                                                 | Svezia                                                                | 1 – 0                                                                 | Macedonia                                                             | Amichevole                                                            | -                                                                     | 80’                                                                   |
| 7-6-2013                                                              | Vienna                                                                | Austria                                                               | 2 – 1                                                                 | Svezia                                                                | Qual. Mondiali 2014                                                   | -                                                                     | 84’                                                                   |
| 11-6-2013                                                             | Solna                                                                 | Svezia                                                                | 2 – 0                                                                 | Fær Øer                                                               | Qual. Mondiali 2014                                                   | -                                                                     | 63’                                                                   |
| 14-8-2013                                                             | Solna                                                                 | Svezia                                                                | 4 – 2                                                                 | Norvegia                                                              | Amichevole                                                            | -                                                                     |                                                                       |
| 10-9-2013                                                             | Astana                                                                | Kazakistan                                                            | 0 – 1                                                                 | Svezia                                                                | Qual. Mondiali 2014                                                   | -                                                                     | 70’                                                                   |
| 11-10-2013                                                            | Solna                                                                 | Svezia                                                                | 2 – 1                                                                 | Austria                                                               | Qual. Mondiali 2014                                                   | -                                                                     | 66’                                                                   |
| 15-10-2013                                                            | Solna                                                                 | Svezia                                                                | 3 – 5                                                                 | Germania                                                              | Qual. Mondiali 2014                                                   | -                                                                     | 73’                                                                   |
| 19-11-2013                                                            | Solna                                                                 | Svezia                                                                | 2 – 3                                                                 | Portogallo                                                            | Qual. Mondiali 2014                                                   | -                                                                     | 82’                                                                   |
| 5-3-2014                                                              | Ankara                                                                | Turchia                                                               | 2 – 1                                                                 | Svezia                                                                | Amichevole                                                            | -                                                                     | 67’                                                                   |
| 28-5-2014                                                             | Copenaghen                                                            | Danimarca                                                             | 1 – 0                                                                 | Svezia                                                                | Amichevole                                                            | -                                                                     | 70’                                                                   |
| 1-6-2014                                                              | Solna                                                                 | Svezia                                                                | 0 – 2                                                                 | Belgio                                                                | Amichevole                                                            | -                                                                     | 73’                                                                   |
| 4-9-2014                                                              | Solna                                                                 | Svezia                                                                | 2 – 0                                                                 | Estonia                                                               | Amichevole                                                            | -                                                                     | 64’                                                                   |
| 8-9-2014                                                              | Vienna                                                                | Austria                                                               | 1 – 1                                                                 | Svezia                                                                | Qual. Euro 2016                                                       | -                                                                     | 72’                                                                   |
| 9-10-2014                                                             | Solna                                                                 | Svezia                                                                | 1 – 1                                                                 | Russia                                                                | Qual. Euro 2016                                                       | -                                                                     |                                                                       |
| 12-10-2014                                                            | Solna                                                                 | Svezia                                                                | 2 – 0                                                                 | Liechtenstein                                                         | Qual. Euro 2016                                                       | 1                                                                     |                                                                       |
| 15-11-2014                                                            | Podgorica                                                             | Montenegro                                                            | 1 – 1                                                                 | Svezia                                                                | Qual. Euro 2016                                                       | -                                                                     |                                                                       |
| 18-11-2014                                                            | Marsiglia                                                             | Francia                                                               | 1 – 0                                                                 | Svezia                                                                | Amichevole                                                            | -                                                                     | 46’                                                                   |
| 8-6-2015                                                              | Oslo                                                                  | Norvegia                                                              | 0 – 0                                                                 | Svezia                                                                | Amichevole                                                            | -                                                                     | 74’                                                                   |
| 5-9-2015                                                              | Mosca                                                                 | Russia                                                                | 1 – 0                                                                 | Svezia                                                                | Qual. Euro 2016                                                       | -                                                                     |                                                                       |
| 8-9-2015                                                              | Solna                                                                 | Svezia                                                                | 1 – 4                                                                 | Austria                                                               | Qual. Euro 2016                                                       | -                                                                     | 82’                                                                   |
| 9-10-2015                                                             | Vaduz                                                                 | Liechtenstein                                                         | 0 – 2                                                                 | Svezia                                                                | Qual. Euro 2016                                                       | -                                                                     | 69’                                                                   |
| 14-11-2015                                                            | Solna                                                                 | Svezia                                                                | 2 – 1                                                                 | Danimarca                                                             | Qual. Euro 2016                                                       | -                                                                     | 68’                                                                   |
| 24-3-2016                                                             | Adalia                                                                | Turchia                                                               | 2 – 1                                                                 | Svezia                                                                | Amichevole                                                            | -                                                                     | 46’                                                                   |
| 29-3-2016                                                             | Solna                                                                 | Svezia                                                                | 1 – 1                                                                 | Rep. Ceca                                                             | Amichevole                                                            | -                                                                     | 46’                                                                   |
| 30-5-2016                                                             | Malmö                                                                 | Svezia                                                                | 0 – 0                                                                 | Slovenia                                                              | Amichevole                                                            | -                                                                     |                                                                       |
| 5-6-2016                                                              | Solna                                                                 | Svezia                                                                | 3 – 0                                                                 | Galles                                                                | Amichevole                                                            | -                                                                     | 61’                                                                   |
| 17-6-2016                                                             | Tolosa                                                                | Italia                                                                | 1 – 0                                                                 | Svezia                                                                | Euro 2016 - 1º turno                                                  | -                                                                     | 79’                                                                   |
| 22-6-2016                                                             | Nizza                                                                 | Svezia                                                                | 0 – 1                                                                 | Belgio                                                                | Euro 2016 - 1º turno                                                  | -                                                                     | 70’                                                                   |
| 6-9-2016                                                              | Solna                                                                 | Svezia                                                                | 1 – 1                                                                 | Paesi Bassi                                                           | Qual. Mondiali 2018                                                   | -                                                                     | 89’                                                                   |
| 7-10-2016                                                             | Lussemburgo                                                           | Lussemburgo                                                           | 0 – 1                                                                 | Svezia                                                                | Qual. Mondiali 2018                                                   | -                                                                     | 83’ 89’                                                               |
| 10-10-2016                                                            | Solna                                                                 | Svezia                                                                | 3 – 0                                                                 | Bulgaria                                                              | Qual. Mondiali 2018                                                   | -                                                                     |                                                                       |
| 11-11-2016                                                            | Saint-Denis                                                           | Francia                                                               | 2 – 1                                                                 | Svezia                                                                | Qual. Mondiali 2018                                                   | -                                                                     | 87’                                                                   |
| 25-3-2017                                                             | Solna                                                                 | Svezia                                                                | 4 – 0                                                                 | Bielorussia                                                           | Qual. Mondiali 2018                                                   | -                                                                     | 85’                                                                   |
| 28-3-2017                                                             | Funchal                                                               | Portogallo                                                            | 2 – 3                                                                 | Svezia                                                                | Amichevole                                                            | -                                                                     | 67’                                                                   |
| 9-6-2017                                                              | Solna                                                                 | Svezia                                                                | 2 – 1                                                                 | Francia                                                               | Qual. Mondiali 2018                                                   | 1                                                                     | 77’                                                                   |
| 31-8-2017                                                             | Sofia                                                                 | Bulgaria                                                              | 3 – 2                                                                 | Svezia                                                                | Qual. Mondiali 2018                                                   | -                                                                     | 82’                                                                   |
| 3-9-2017                                                              | Borisov                                                               | Bielorussia                                                           | 0 – 4                                                                 | Svezia                                                                | Qual. Mondiali 2018                                                   | -                                                                     | 67’                                                                   |
| 27-3-2018                                                             | Craiova                                                               | Romania                                                               | 1 – 0                                                                 | Svezia                                                                | Amichevole                                                            | -                                                                     | 65’ 83’                                                               |
| 2-6-2018                                                              | Solna                                                                 | Svezia                                                                | 0 – 0                                                                 | Danimarca                                                             | Amichevole                                                            | -                                                                     | 83’                                                                   |
| 23-6-2018                                                             | Soči                                                                  | Germania                                                              | 2 – 1                                                                 | Svezia                                                                | Mondiali 2018 - 1º turno                                              | -                                                                     | 74’                                                                   |
| 10-9-2018                                                             | Solna                                                                 | Svezia                                                                | 2 – 3                                                                 | Turchia                                                               | UEFA Nations League 2018-2019 - 1º turno                              | -                                                                     | 71’                                                                   |
| 16-10-2018                                                            | Solna                                                                 | Svezia                                                                | 1 – 1                                                                 | Slovacchia                                                            | Amichevole                                                            | -                                                                     | 66’                                                                   |
| 5-9-2019                                                              | Tórshavn                                                              | Fær Øer                                                               | 0 – 4                                                                 | Svezia                                                                | Qual. Euro 2020                                                       | -                                                                     | 73’                                                                   |
| Totale                                                                |                                                                       | Presenze                                                              | 49                                                                    |                                                                       | Reti                                                                  | 3                                                                     |                                                                       |

## Palmarès

### Club

#### Competizioni nazionali
- Campionato svedese: 1

Malmö: 2010
- Campionato greco: 2

Olympiakos: 2014-2015, 2015-2016
- Coppa di Grecia: 1

Olympiakos: 2014-2015
- Supercoppa di Turchia: 1

Galatasaray: 2019